# Tolkien Ensemble
Tolkien Ensemble er en gruppe danske musikere, der blev grundlagt i 1995 med det formål at sætte musik til samtlige digte i J.R.R. Tolkiens Ringenes Herre. De har udgivet fire CD'er fra 1997 til 2005, hvor alle digte og sange fra Ringenes Herre er tilført musik. Desuden er udgivet en opsamling i 2006, hvor alle digtene fremføres i den rækkefølge de optræder i Ringenes Herre.
Projektet er godkendt af både Tolkien-familien og HarperCollins Publishers. Dronning Margrethe II af Danmark har givet tilladelse til at benytte hendes illustrationer til CD-layoutet. 
Faste medlemmer er Caspar Reiff og Peter Hall (komponist, sang og guitar), Øyvind Ougaard (harmonika), Katja Nielsen (double-bass) og Morten Ryelund Sørensen (violin).
Ensemblet har turneret i Europa siden 2007 med en kombination af egne værker og Howard Shore's soundtrack fra filmtrilogien og med skuespilleren Christopher Lee som fortæller.

## Gruppens udgivelser
- An Evening in Rivendell (1997)
- A Night in Rivendell
- At Dawn in Rivendell
- Leaving Rivendell (2005)
- Complete Songs & Poems (2006)